# فيكتور هوغو فيلاسكو أوروزكو
فيكتور هوغو فيلاسكو أوروزكو (بالإسبانية: Víctor Hugo Velasco Orozco)‏ هو سياسي مكسيكي، ولد في 17 نوفمبر 1971 في المكسيك. حزبياً، نشط في الحزب الثوري المؤسساتي. وقد انتخب عضو مجلس النواب المكسيك.